# شین‌اونسن، هیوگو
شین‌اونسن، هیوگو (به لاتین: Shin'onsen, Hyōgo) یک منطقهٔ مسکونی در ژاپن است که در استان هیوگو واقع شده‌است. شین‌اونسن ۱۵٬۵۳۹ نفر جمعیت دارد.